# Церква Донської ікони Божої Матері (Раздорська)
Церква Донської ікони Божої Матері (рос. Церковь Донской иконы Божией Матери) — колишній православний храм в станиці Раздорська Ростовської області; Волгодонська єпархія, Усть-Донецьке благочиння.
Адреса: Ростовська область, Усть-Донецький район, станиця Раздорська, вул. Леніна, 41.

## Історія
У XVII столітті в Раздорському містечку Області Війська Донського була каплиця. Після перенесення містечка з острова на нинішнє місце розташування станиці на правому березі Дону, згадка про церкву на новому місці відноситься до 1726 року. У цей час у станиці був дерев'яний храм в ім'я Святого Василія Великого.

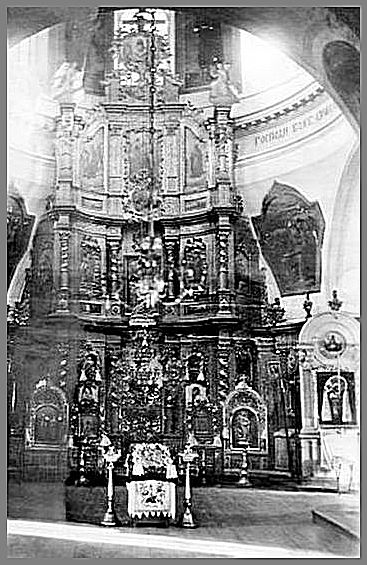
Іконостас церкви до революції

У 1747 році замість застарілої церкви побудована інша, теж дерев'яна, яка проіснувала до 1784 року. У цьому ж році за вказівкою Військового отамана Іловайського в станиці побудована нова, третя за рахунком, дерев'яна церква Святого Василія Великого з боковим вівтарем в ім'я Святої Варвари Великомучениці. У 1804 році до церкви прибудована кам'яна дзвіниця. Храм проіснував в станиці по 1824 рік, коли була побудована нова кам'яна будівля церкви, а стара дерев'яна перевезена в станицю Мечетинську.
Новий цегляний храм закладений 15 липня 1817 року (приблизно по проекту донського архітектора Кампіони на честь Донської ікони Божої Матері (також називався Донська Богородиця церква) . Побудований у 1823 році і освячений у 1824 році. Церква була красивою архітектурною спорудою в стилі ампір. Мала три престоли: центральний приділ — Донський Божої Матері, правий — Святого Василя Великого; лівий — Святої Варвари Великомучениці. Іконостас був різьблений триярусний; стіни розписані фресками. Висота дзвіниці становила 22 метри, куполи — 15 метрів.
Зі встановленням радянської влади на Дону, в 1929 році, храм був закритий. Розграбована церква перетворилася в склад «Райзаготкантори». Влітку 1962 року Донська Богородицька церква за вказівкою районної влади була знищена — підірвана.
У 1994 році місце розташування церкви і її фундамент було визнано пам'яткою історії та культури Ростовської області. Вирішується питання про відтворення в станиці цього храму у його первісному вигляді.
Сьогодні богослужіння відбуваються в будівлі колишнього вартового приміщення храму. Настоятель — ієрей Віктор (Давидич).